# 馮去疾
馮去疾（？—前208年）是戰國時期秦人，在秦始皇時任右丞相。冯亭之孙。
前211年秦始皇出外遠巡時，右丞相馮去疾留在首都。秦二世繼位後，前209年關東多處爆發反秦起事，次年馮去疾與其子大將軍馮劫、左丞相李斯聯合向二世進諫，認為戍役多、稅賦重是促使更多人加入叛亂的原因，請求二世停建阿房宮及減省戍役以減輕民困。二世不從，命人把三人治罪，馮去疾與馮劫不願受辱，皆自殺死，李斯後來也被處死。